# Ruggero di Helmarshausen
Ruggero o Roger di Helmarshausen (fl. XII secolo) è stato un orafo e monaco cristiano tedesco, dell'ordine benedettino, famoso artista della lavorazione dei metalli.
Per qualcuno la sua figura coinciderebbe con quella di Teofilo, anche se tale identificazione rimane controversa.

## Carriera artistica
Di Ruggero di Helmarshausen si parla la prima volta in relazione all'Abbazia di Stavelot, nella valle della Mosa, un centro dell'arte mosana e, in particolare, della lavorazione artistica dei metalli.
Operò tra il 1100 e il 1107 nella chiesa di San Pantaleone  a Colonia. Almeno due altari portatili, da lui realizzati, sono inclusi nel tesoro della  Cattedrale di Paderborn.
Nel 1107 si spostò all'Abbazia di Helmarshausen, dove mise in piedi una bottega di oreficeria.
Questo fatto, insieme all'esistenza nell'abbazia di uno scriptorium, diede luogo alla produzione di molti importanti lavori di stile romanico, tra cui vari codici miniati, primi fra tutti i  Vangeli di Enrico il Leone, così come altri oggetti di oreficeria.

## De diversis artibus
È stato anche suggerito, in particolare dall'accademico tedesco Eckhard Freise, che Roger sia in realtà il Teofilo presbitero autore del trattato medievale De diversis artibus (o Schedula diversarum artium) sulle arti applicate e in particolar modo sulla realizzazione di oggetti in metallo.
Questa identificazione non è però universalmente accettata.